# سخان الماء

سير الماء في السخان.

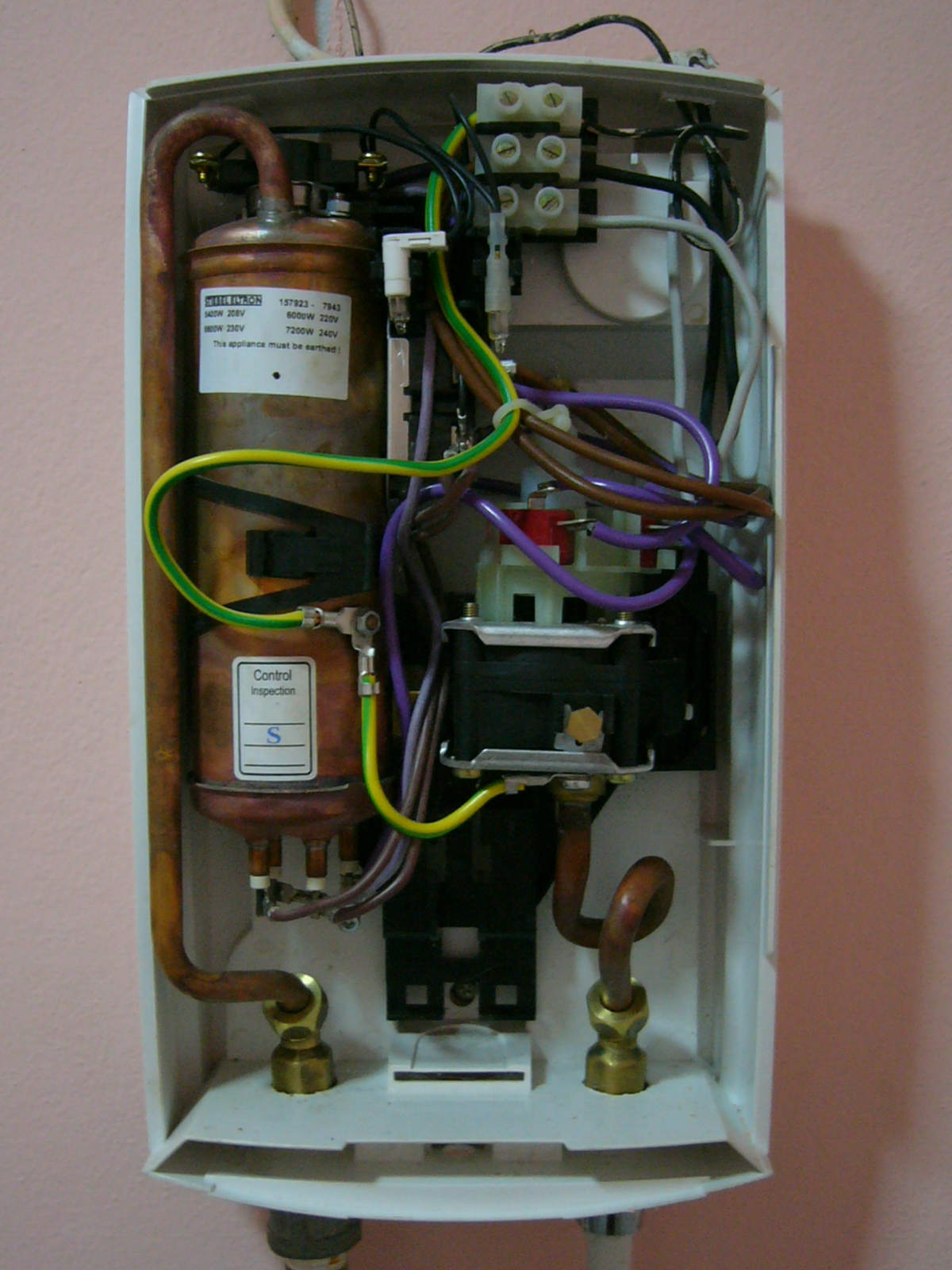
السخان من الداخل.

السخان (الجمع: سَخَّانَات) هو جهاز منزلي يستعمل لتسخين الماء. ويتوجد سخان الماء بأشكال ومقايس مختلفة، وتختلف طرق عمله في تسخين الماء، وأكثرها شهرة هي التي تعمل بالكهرباء.

## أنواعه

### الكهرباء
يعتمد عمل السخان الكهربائي على مبدأ التسخين الناتج عن مرور التيار
للمقاومة التي تبديها تلك الموصلات ، الذي يتميز بمقاومته العالية .